# Потаж
Пота́ж (от старофранцузского potage — «пища, приготовленная в горшочке») — категория супов, рагу, стью или каш, в которых мясо, овощи, крупа, фрукты или комбинацию этих ингредиентов кипятят вместе с водой, бульоном или другими жидкостями.
Современная французская кухня содержит блюда c названием потаж: potage Parmentier (картофельный потаж), potage Crécy и другие.

## История
Потаж берёт свое начало в средневековой кухне северной Франции и становится всё более популярным, начиная с эпохи Высокого Средневековья. Европейские приусадебные сады часто содержали различные овощи и фрукты, выращенные вместе. Французы называли эти сады potage gardens, так как урожай из этого сада использовался для приготовления потажей. Трапеза средневекового застолья часто начиналась с одного или двух потажей, за которыми следовало жареное мясо.
Типичные потажи того времени: сладкая пшеничная каша на молоке, приправленная корицей, желе (мясо или рыба заливная), mawmenny (тушёный каплун или т. п.), груши в сиропе. Было также много видов потажей, сделанных на основе загущенного молока и миндального молока, с пюре из цветов, фруктовым пюре.
В период Тюдоров, рацион многих английских крестьян состоял почти исключительно из потажа.
Самая ранняя известная поваренная рукопись на английском языке, The Forme of Cury, написанная придворными поварами короля Ричарда II в 1390 году, содержит несколько рецептов потажа, в том числе один из капусты, ветчины, лука и лука-порея. Несколько более поздний манускрипт 1430-х годов называется Potage Dyvers. Слово «pottage» используется в самых ранних английских переводах Библии в отношении чечевичного супа: Исав меняет своё первородное право на чечевичную похлёбку; из этой притчи фраза «mess of pottage» означает что-то привлекательное, но малоценное, которое можно обменять на что-то гораздо более важное.